# Philipp Scheibelreiter
Philipp Scheibelreiter (* 1976) ist ein österreichischer Rechtswissenschaftler.

## Leben
Das Studium der Rechtswissenschaften in Wien schloss er am 1. Dezember 2000 ab. Nach der Dissertation 2005 hatte er 2008 und 2010 das ROM - Stipendium der Österreichischen Akademie der Wissenschaften (ÖAW). Ab August 2009 lehrte er als Assistenz-Professor. Den Premio Lauro Chiazzese im Rahmen des 5. Premio internazionale romanistico Gérard Boulvert erhielt er 2013. Den Lehrstuhl für Römisches Recht und Deutsches Bürgerliches Recht vertrat er an der Ludwig-Maximilians-Universität München 2013/2014 und 2014/2015. Nach der Habilitation an der Rechtswissenschaftlichen Fakultät der Universität Wien im März 2015 lehrt er seit März 2018 als Professor für Antike Rechtsgeschichte und Römisches Recht an der Universität Wien. 2022 wurde er korrespondierendes Mitglied der philosophisch-historischen Klasse der ÖAW.
Seine Schwerpunkte sind römisches Recht, griechisches Recht, antikes Völkerrecht, klassische Philologie (Gräzistik) und spanische Rechtssprache.

## Schriften (Auswahl)
- Untersuchungen zur vertragsrechtlichen Struktur des delisch-attischen Seebundes (= Akten der Gesellschaft für Griechische und Hellenistische Rechtsgeschichte Band 22). Verlag der österreichischen Akademie der Wissenschaften, Wien 2013, ISBN 978-3-7001-7436-3 (zugleich Dissertation, Wien 2005).
- mit Philipp Klausberger und Christine Lehne (Hrsg.): Disputationes Tirolenses. Tagungsband zum 7. Internationalen Treffen der Jungen Romanist(inn)en. Sramek, Wien 2014, ISBN 978-3-7097-0021-1.
- mit Kamila Staudigl-Ciechowicz, Philipp Klausberger, Ramon Pils und Christoph Schmetterer (Hrsg.): Recht [durch] setzen. Making things legal. Gesetzgebung und prozessuale Wirklichkeit in den europäischen Rechtstraditionen (= Beiträge zur Rechtsgeschichte Österreichs Band 2/2, 2013). Verlag der österreichischen Akademie der Wissenschaften, Wien 2014, ISBN 978-3-7001-7595-7.